# Cèl·lula de Schwann
Les cèl·lules de Schwann o neurolemmòcits (anomenats així pel fisiòleg alemany Theodor Schwann) són la principal glia del sistema nerviós perifèric (SNP). (TA: Gliocytus periphericus) són cèl·lules glials perifèriques que s'originen a la cresta neural. Acompanyen a les prolongacions (axons) de les neurones formant una beina aïllant de mielina.
Les cèl·lules de Schwann funcionen com a aïllant elèctric mitjançant la mielina. Aquest aïllant, que envolta a l'axó, provoca que el senyal elèctric que la travessa no perdi intensitat, facilitant així que es produeixi l'anomenada conducció saltatòria. també ajuden a guiar al creixement dels axons i la regeneració de les lesions (neurapraxia i axonotmesis, però no intervenen en la neurotmesis) dels axons perifèrics.
Les cèl·lules glials funcionen per donar suport a les neurones i, al SNP, també inclouen cèl·lules satèl·lits, cèl·lules olfactives d'envoltura, glia entèrica i glia que resideixen a les terminacions nervioses sensorials, com el corpuscle de Pacini. Els dos tipus de cèl·lules de Schwann són mielinizants i no mielinizants. Les cèl·lules de Schwann mielinitzants s'emboliquen al voltant dels axons de les neurones motores i sensorials per formar la beina de mielina. El promotor de cèl·lules de Schwann està present a la regió aigües avall del gen de la distrofina humana que dona una transcripció escurçada que es torna a sintetitzar d'una manera específica del teixit.
Durant el desenvolupament del SNP, els mecanismes reguladors de la mielinització es controlen mitjançant la interacció anticipada de gens específics, que influeixen en les cascades transcripcionals i configuren la morfologia de les fibres nervioses mielinitzades.
Les cèl·lules de Schwann estan implicades en molts aspectes importants de la biologia dels nervis perifèrics: la conducció dels impulsos nerviosos al llarg dels axons, el desenvolupament i la regeneració nerviosa, el suport tròfic de les neurones, la producció de la matriu extracel·lular nerviosa, la modulació de l'activitat sinàptica neuromuscular i la presentació d'antígens a T. - limfòcits.
La malaltia de Charcot-Marie-Tooth, la síndrome de Guillain-Barré (tipus de poliradiculopatia desmielinizant inflamatòria aguda), la schwannomatosi, la polineuropatia desmielinizant inflamatòria crònica i la lepra són totes neuropaties que impliquen cèl·lules de Schwann.

## Estructura
Segons el diàmetre de l'axó, la cèl·lula de Schwann desenvolupa una estructura diferent. Acompanyant als axons neuronals de petit diàmetre, les cèl·lules de Schwann són amielíniques (sense mielina) i poden allotjar diversos axons.
En canvi, els axons de major diàmetre, són envoltats per cèl·lules de Schwann mielíniques, és a dir, posseeixen mielina. Al llarg dels axons, en l'embolcall mielínic es produeixen bandes circulars sense mielina, la qual cosa sembla coincidir amb el límit entre les cèl·lules de Schwann. Aquestes bandes sense mielina s'anomenen nodes de Ranvier. La mielina es compon de capes concèntriques de la membrana de les cèl·lules de Schwann que rodegen de manera espiral a l'axó de la neurona.
Les cèl·lules de Schwann són una varietat de cèl·lules glials que mantenen vives les fibres nervioses perifèriques (tant mielinitzades com no mielíniques). En els axons mielinitzats, les cèl·lules de Schwann formen la beina de mielina. La funda no és contínua. Les cèl·lules de Schwann mielinitzants individuals cobreixen aproximadament 1 mm d'un axó equivalent a unes 1000 cèl·lules de Schwann al llarg d'1 m de longitud de l'axó. Els buits entre cèl·lules de Schwann adjacents s'anomenen nodes de Ranvier.
El gangliòsid 9-O-Acetil GD3 és un glicolípid acetilat que es troba a les membranes cel·lulars de molts tipus de cèl·lules de vertebrats. Durant la regeneració dels nervis perifèrics, les cèl·lules de Schwann expressen 9-O-acetil GD3.

## Funció

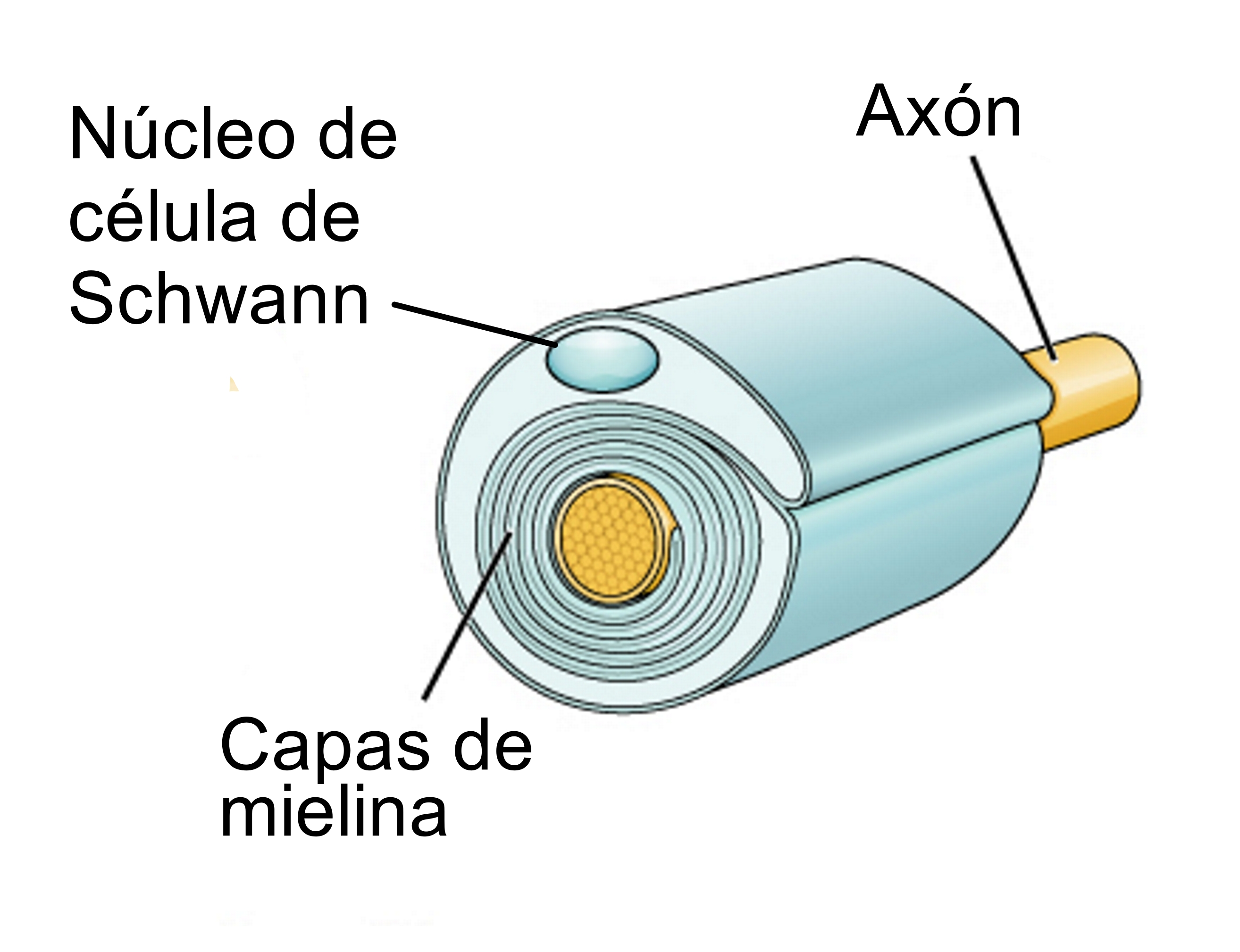
Una cèl·lula de Schwann que envolta un axó de gran calibre d'una neurona del sistema nerviós perifèric, conforma la beina de mielina.

El sistema nerviós dels vertebrats es basa en la funda de mielina per aïllar-se i com a mètode per disminuir la capacitat de la membrana a l'axó. El potencial d'acció salta de node a node, en un procés anomenat conducció saltatòria, que pot augmentar la velocitat de conducció fins a 10 vegades, sense augment del diàmetre axonal. En aquest sentit, les cèl·lules de Schwann són els anàlegs del SNP dels oligodendròcits del sistema nerviós central. Tanmateix, a diferència dels oligodendròcits, cada cèl·lula de Schwann mielinitzant només proporciona aïllament a un axó (vegeu la imatge). Aquesta disposició permet la conducció saltatòria dels potencials d'acció amb repropagació als nodes de Ranvier. D'aquesta manera, la mielinització augmenta molt la velocitat de conducció i estalvia energia.
Les cèl·lules de Schwann no mielinitzants estan implicades en el manteniment dels axons i són crucials per a la supervivència neuronal. Alguns s'agrupen al voltant d'axons més petits (Imatge externa aquí) i formen paquets Remak .
Les cèl·lules de Schwann mielinitzants comencen a formar la beina de mielina dels mamífers durant el desenvolupament fetal i treballen girant al voltant de l'axó, de vegades amb fins a 100 revolucions. Una cèl·lula de Schwann ben desenvolupada té la forma d'un full de paper enrotllat, amb capes de mielina entre cada bobina. Les capes internes de l'embolcall, que són predominantment material de membrana, formen la beina de mielina, mentre que la capa més externa de citoplasma nucleat forma el neurilema. Només un petit volum de citoplasma residual permet la comunicació entre les capes interior i exterior. Això es veu histològicament com la incisió de Schmidt-Lantermann .

### Regeneració
Les cèl·lules de Schwann són conegudes pel seu paper en el suport a la regeneració nerviosa. Els nervis del SNP estan formats per molts axons mielinitzats per cèl·lules de Schwann. Si es produeix dany a un nervi, les cèl·lules de Schwann ajuden a la digestió dels seus axons (fagocitosi). Després d'aquest procés, les cèl·lules de Schwann poden guiar la regeneració formant un tipus de túnel que condueix cap a les neurones diana. Aquest túnel es coneix com a banda de Büngner, una pista d'orientació per als axons en regeneració, que es comporta com un tub endoneural. La soca de l'axó danyat és capaç de germinar, i els brots que creixen a través del "túnel" de cèl·lules de Schwann ho fan al voltant d'1 mm/dia en bones condicions. La velocitat de regeneració disminueix amb el temps. Els axons reeixits poden, per tant, tornar a connectar amb els músculs o òrgans que controlaven anteriorment amb l'ajuda de les cèl·lules de Schwann, però l'especificitat no es manté i els errors són freqüents, sobretot quan es tracta de llargues distàncies. A causa de la seva capacitat per afectar la regeneració dels axons, les cèl·lules de Schwann també s'han connectat a la reinervació motora preferent. Si s'impedeix que les cèl·lules de Schwann s'associïn amb els axons, els axons moren. Els axons en regeneració no arribaran a cap objectiu tret que les cèl·lules de Schwann hi siguin per donar-los suport i guiar -los. S'ha demostrat que estan per davant dels cons de creixement .
Les cèl·lules de Schwann són essencials per al manteniment dels axons sans. Produeixen una varietat de factors, incloses les neurotrofines, i també transfereixen molècules essencials als axons.

## Genètica

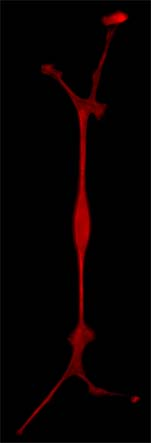
Una cèl·lula de Schwann en cultiu.

### Formació de cèl·lules de Schwann

#### Sox10
SOX10 és un factor de transcripció actiu durant el desenvolupament embrionari i abundants proves indiquen que és essencial per a la generació de llinatges glials a partir de cèl·lules de la cresta del tronc. Quan SOX10 s'inactiva als ratolins, els precursors de la cèl·lula de Schwann i la glia satèl·lit no es desenvolupen, tot i que les neurones es generen normalment sense problemes. En absència de SOX10, les cèl·lules de la cresta neural sobreviuen i són lliures de generar neurones, però l'especificació glial està bloquejada. SOX10 podria influir en els precursors glials primerencs per respondre a la neuregulina 1 (vegeu més avall).

#### Neuregulina 1
La Neuregulina 1 (NRG1) actua de diverses maneres tant per promoure la formació com per garantir la supervivència de cèl·lules de Schwann immadures. Durant el desenvolupament embrionari, NRG1 inhibeix la formació de neurones a partir de les cèl·lules de la cresta neural, en lloc de contribuir a que les cèl·lules de la cresta neural siguin conduïdes pel camí cap a la gliogènesi. Tanmateix, la senyalització NRG1 no és necessària per a la diferenciació glial de la cresta neural.
NRG1 té un paper important en el desenvolupament de derivats de la cresta neural. És necessari que les cèl·lules de la cresta neural migrin més enllà del lloc dels ganglis de l'arrel dorsal per trobar les regions ventrals de la gangliogènesi simpàtica. També és un factor essencial de supervivència derivat dels axons i un mitogen per als precursors de cèl·lules de Schwann. Es troba al gangli de l'arrel dorsal i a les neurones motores en el moment en què els precursors de les cèl·lules de Schwann comencen a poblar els nervis espinals i, per tant, influeixen en la supervivència de les cèl·lules de Schwann. En els nervis embrionaris, la isoforma transmembrana III probablement és la variant principal de NRG1 responsable dels senyals de supervivència. En els ratolins que no tenen la isoforma transmembrana III, els precursors de les cèl·lules de Schwann s'eliminen finalment dels nervis espinals.

### Formació de la beina de mielina

#### P0
La proteïna zero de la mielina (P0) és una molècula d'adhesió cel·lular que pertany a la superfamília de les immunoglobulines i és el component principal de la mielina perifèrica, que constitueix més del 50% de la proteïna total de la beina. S'ha demostrat que la P0 és essencial per a la formació de mielina compacta, ja que els ratolins mutants nuls de P0 (P0-) van mostrar una mielinització perifèrica greument aberrant. Tot i que la mielinització d'axons de gran calibre es va iniciar en ratolins P0-, les capes de mielina resultants eren molt primes i poc compactades. Inesperadament, els ratolins P0 també van mostrar la degeneració dels dos axons i de les seves beines de mielina que l'envolten, cosa que suggereix que P0 té un paper en el manteniment de la integritat estructural tant de la formació de mielina com de l'axó amb el qual està associat. Els ratolins P0 van desenvolupar dèficits de comportament al voltant de les 2 setmanes d'edat quan els ratolins van començar a mostrar signes de tremolor lleu. La gran descoordinació també va sorgir a mesura que els animals es van desenvolupar, mentre que el tremolor es va fer més intens i alguns ratolins grans van desenvolupar comportaments convulsos. Malgrat la varietat de comportaments motors deteriorats, no es va observar cap paràlisi en aquests animals. P0 també és un gen important expressat a principis del llinatge cel·lular de Schwann, expressat en precursors de cèl·lules de Schwann després de diferenciar-se de les cèl·lules de la cresta neural en migració dins de l'embrió en desenvolupament.

#### Krox-20
També s'expressen i intervenen diversos factors de transcripció importants en diverses etapes del desenvolupament canviant les característiques de les cèl·lules de Schwann d'un estat immadur a un estat madur. Un factor de transcripció indispensable expressat durant el procés de mielinització és Krox-20. És un factor de transcripció general de dit de zinc i s'expressa als romòmers 3 i 5.
Krox-20 es considera un dels reguladors mestres de la mielinització del SNP i és important per impulsar la transcripció de proteïnes estructurals específiques de la mielina. S'ha demostrat que controla un conjunt de gens responsables d'interferir amb aquesta característica a l'axó canviant-lo d'un estat promielinitzant a un estat mielinizant. D'aquesta manera, en els ratolins de doble eliminació Krox-20, s'ha registrat que la segmentació del cervell posterior es veu afectada, així com la mielinització dels axons associats a les cèl·lules de Schwann. De fet, en aquests ratolins, les cèl·lules de Schwann no són capaços de realitzar la seva mielinització correctament, ja que només embolcallen els seus processos citoplasmàtics una volta i mitja al voltant de l'axó i, malgrat que encara expressen el marcador precoç de la mielina, els productes del gen tardà de la mielina estan absents.. A més, estudis recents també han demostrat la importància d'aquest factor de transcripció per mantenir el fenotip de mielinització (i requereix la coexpressió de Sox 10) ja que la seva inactivació condueix a la desdiferenciació de les cèl·lules de Schwann.

## Importància clínica
La malaltia de Charcot-Marie-Tooth (CMT), la síndrome de Guillain-Barré (GBS, tipus de poliradiculopatia desmielinizant inflamatòria aguda), la schwannomatosi i la polineuropatia desmielinizant inflamatòria crònica (CIDP), la lepra i el virus Zika són neuropaties que impliquen cèl·lules de Schwann.

### Trasplantament
Diversos estudis experimentals des de l'any 2001 han implantat cèl·lules de Schwann en un intent d'induir la remielinització en pacients amb esclerosi múltiple. En les últimes dues dècades, molts estudis han demostrat resultats positius i potencial per al trasplantament de cèl·lules de Schwann com a teràpia per a lesions de la medul·la espinal, tant per ajudar el recreixement com a la mielinització dels axons danyats del SNC. També s'ha demostrat que els trasplantaments de cèl·lules de Schwann en combinació amb altres teràpies com la condroitinasa ABC són eficaços en la recuperació funcional de lesions medul·lars.